# Chabula acamasalis
Chabula acamasalis is een vlinder uit de familie van de grasmotten (Crambidae). De wetenschappelijke naam van deze soort is voor het eerst voorgesteld als Zebronia acamasalis door Francis Walker in een publicatie uit 1859..
Deze soort komt voor in India en Indonesië.